# 張君祿
張君祿，中國清朝武官。贵州贵阳人。
乾隆六十年（1795年）武举，嘉慶元年（1796年）丙辰科三甲第二名武進士。授官蓝翎侍卫，銮仪卫行走。差满外放，官至福建兴化协副将。卒年四十六。